# Nārāyanpet
Nārāyanpet är en ort i Indien.   Den ligger i distriktet Mahbūbnagar och delstaten Telangana, i den centrala delen av landet, 1 300 km söder om huvudstaden New Delhi. Nārāyanpet ligger 443 meter över havet och antalet invånare är 39 041.
Terrängen runt Nārāyanpet är lite kuperad, och sluttar söderut. Runt Nārāyanpet är det ganska tätbefolkat, med 185 invånare per kvadratkilometer. Nārāyanpet är det största samhället i trakten. Trakten runt Nārāyanpet består till största delen av jordbruksmark.